# Bahía de Bayona
La Bahía de Bayona, también llamada Ría de Bayona, es una pequeña ensenada situada en la margen sur y exterior de la Ría de Vigo (Galicia, España).

## Geografía
Está delimitada por el cabo Silleiro al oeste y la península de Monteferro al este. Tiene 3,6 km de longitud y 3,8 km de anchura. Su profundidad es de unos 20 m. La boca de la bahía tiene acceso directo a los vientos del sur y suroeste, más dominantes en invierno, y al oleaje. Sin embargo, la bahía está protegida de los vientos predominantes en verano. Hay dos regiones distintas en la bahía. Una es la parte exterior y central, que son las más expuestas al oleaje. La otra es la flecha costera de Ladeira: una plataforma protegida por una barrera arenosa (playa de Ladeira) ya la que llegan las aguas dulces de los ríos Miñor, Groba y Guillade. Los suelos del fondo de la bahía son arenosos y varían de arena fina a arena gruesa. Las playas que la rodean son Cuncheira, dos Frades, Barbeira, Ribeira, Santa Marta y Ladeira (desde Bayona) y Playa de América, Panjón, Madorra, Arena Fora, Arribas Brancas y Portocelo (desde Nigrán).
Tiene un muelle en la parte occidental construido en la década de 1970. La bahía se utiliza para la pesca con caña y actividades recreativas. Las principales zonas costeras de oeste a este son Cabo Silleiro, las calas Baleal o Peito Ancho, la península de Monterreal o Monteboi, la península de Santa Marta (Baíña), la flecha costera de Ladeira, A Ramallosa (incluida en la red Natura 2000), desembocadura del río Miñor, península de Monte Lourido (con el islote de Garza y la punta de Enredada), Canido, península de Monteferro y las Islas Estelas.

## Historia
En sus aguas, se encuentra el puerto de Bayona, el cual fue uno de los más importantes en el siglo XVI, junto con el puerto de La Coruña, ya que eran los únicos puertos gallegos que podían comerciar con el exterior. En el fondo de la bahía se encontraron más de 35.000 restos de cerámica, ánforas, lanzas, utensilios de embarcaciones, cañones y otras armas de los siglos XVI y XIX. Algunas de esas piezas están expuestas en la Casa da Navegación. Se espera seguir descubriendo más restos de este período histórico. Hacia el cabo Silleiro, la costa se vuelve más escarpada, donde se produjeron naufragios como los de La Regente (5/4/1900), el Collingham (25/1/1906) o el ABC (25/1/1931).
La embarcación típica es la gamela.